# At the Sign of the Jack O'Lantern
At the Sign of the Jack O'Lantern er en amerikansk stumfilm fra 1922 af Lloyd Ingraham.

## Medvirkende
- Betty Ross Clarke som Mrs. Carr
- Earl Schenck somHarlan Carr
- Wade Boteler somDick
- Victor Potel
- Clara Clark Ward som Mrs. Dodd
- Monte Collins somJeremiah Bradford
- William Courtright som Skyles